# Parque Barón (Buenos Aires)
Parque Barón es una de las 14 localidades del partido de Lomas de Zamora, en el sur del Gran Buenos Aires, Argentina.

## Geografía
Se encuentra en el oeste del municipio de partido de Lomas de Zamora. Limita al norte con Santa Marta, al este con Lomas centro, al sur con Llavallol y al oeste con la Reserva Natural Provincial Santa Catalina